# МОКС-топливо
МОКС-топливо (англ. Mixed-Oxide fuel) — ядерное топливо, содержащее несколько видов оксидов делящихся материалов. В основном термин применяется для смеси оксидов плутония и природного урана, обогащённого урана или обеднённого урана, которая ведёт себя в смысле течения цепной реакции сходно (хотя и не идентично) с оксидом низкообогащённого урана. МОКС может применяться как дополнительное топливо для наиболее распространённого типа ядерных реакторов: легководных на тепловых нейтронах. Однако более эффективное использование МОКС-топлива — сжигание в реакторах на быстрых нейтронах. Приоритет в разработке таких реакторов принадлежит России.

## Характеристика
Применение переработки ОЯТ и использование выделенного плутония в виде МОКС-топлива в тепловых реакторах позволяет снизить необходимость в уране на величину до 30 %.
Содержание оксида плутония в МОКС составляет от 1,5 до 25-30 весовых %.
Одним из привлекательных свойств МОКС-топлива является то, что при его производстве могут необратимо утилизироваться излишки оружейного плутония, которые в противном случае являлись бы радиоактивными отходами или могли бы использоваться для создания ядерного оружия. Подобная утилизация предполагалась в рамках соглашения об утилизации плутония между США и Россией, но в значительных объёмах не проводилась.
Также МОКС-топливо можно получать путём переработки облучённого топлива с энергетических реакторов АЭС. В процессе переработки из него выделяются изотопы плутония, например, для топлива после достаточно длительной кампании почти две трети приходится на изотопы Pu-239 и Pu-241 (делящиеся в реакторах на тепловых нейтронах), а около трети — Pu-240. Из-за столь высокого содержания 240-го изотопа, плутоний, полученный путём переработки топлива, не может быть использован для изготовления надёжных и предсказуемых ядерных зарядов. В то же время МАГАТЭ придерживается консервативных принципов и требует для такого плутония (даже в составе МОКС-смеси) столь же высокого уровня защиты, как и для материалов прямого использования (англ. direct use material), например обогащённого плутония, урана-233, высокообогащённого по 235 урана.
Плутоний составляет порядка 1 % от облучённого ядерного топлива. Приблизительное изотопное соотношение: Pu-239 52 %, Pu-240 24 %, Pu-241 15 %, Pu-242 6 %, Pu-238 2 %. Все они либо делящиеся материалы, либо могут быть превращены в делящиеся в процессе трансмутации. Например, Pu-242 требует трёх нейтронов, чтобы стать Кюрием-245.
В реакторах на тепловых нейтронах может достигаться 30%-е выгорание плутония из состава МОКС-топлива.
К недостаткам его использования относится более нестабильное состояние топлива, гораздо более жесткие требования к режимам охлаждения и регулирования реактора.
Использование МОКС-топлива позволяет переработать отработавшее «горючее» и изготовить новое смешанное уран-плутониевое топливо, в котором количество энергии, которое можно получить от природного урана, увеличивается примерно в 100 раз. Реакторы на быстрых нейтронах также способны «дожигать» долгоживущие (с периодом распада до тысяч и сотен тысяч лет) радиоактивные продукты деления, превращая их в короткоживущие с периодом полураспада в 200—300 лет, после чего они могут быть надёжно захоронены с соблюдением стандартных процедур и не нарушат природный радиационный баланс Земли.

## Производство
Крупным производителем МОКС-топлива является французский завод в Мэлоксе, который выдает на рынок 195 тонн продукции ежегодно.
Промышленное производство МОКС-топлива «Росатом» начал в сентябре 2015 года на своём Железногорском горно-химическом комбинате. Проектная мощность пускового комплекса составляет 400 ТВС в год и должна была быть достигнута в 2019 году, однако реально промышленное производство началось уже в августе 2018 года, когда первая серийная партия топливных сборок была отправлена на Белоярскую АЭС. На горно-химическом комбинате ядерное топливо будет производиться из регенерированных материалов, в том числе высокоактивного плутония. В запуске этого производства участвовали более 20 предприятий атомной промышленности России. 

МОКС-топливо изготавливается в России и на опытных производствах других предприятий Росатома: НИИАР (Димитровград, Ульяновская область) и "ПО «Маяк» (ЗАТО Озерск, Челябинская область).
Другие страны также ведут работы по запуску МОКС-топлива в топливный цикл своих АЭС. В рамках принятого в октябре 2021 года Японией шестого стратегического плана по энергетике предусматривается продолжение использования МОКС-топлива в легководных реакторах. Также предусмотрено продолжение работ по производству МОКС-топлива на заводе Rokkasho.
Несмотря на то, что приоритеты Китая на этом направлении до конца не сформулированы, сам по себе вопрос о перспективах производства и дальнейшего использования МОКС-топлива считается решённым, идёт обсуждение приоритетов его использования.

## Применение
Впервые МОКС-топливо было опробовано в 1963 году[где?], однако его широкое коммерческое использование в тепловых реакторах началось[где?] только в 1980-х годах.
Применение МОКС-топлива в существующих реакторах требует отдельного лицензирования, иногда требуется некоторая доработка реакторов, например, введение большего числа управляющих стержней. Часто МОКС-топливо составляет от трети до половины от всего топлива, так как большие количества требуют значительных изменений или специально спроектированного реактора.
В СССР первый промышленный реактор на быстрых нейтронах БН-350 исходно планировали пускать на МОКС-топливе, он начал эксплуатироваться в 1973 году в Актау и успешно работал до 1999 года.
Второй энергоблок был установлен на Белоярской АЭС в 1980 году (БН-600) и бесперебойно работает по сей день, в 2010 году срок его эксплуатации был продлён на 10 лет, в 2020 году он был продлён ещё на 5 лет.
Там же 10 декабря 2015 года был запущен в эксплуатацию реактор нового поколения, БН-800; его также исходно планировали пускать на МОКС-топливе, но производства этого топлива отсутствовало, и к 2010 году, когда нужно будет загружать топливо в реактор, оно готово не было. Тогда перед конструктором поставили срочную задачу: заменить проектную МОКС-зону на смешанную, где часть сборок будет содержать урановое топливо. Только в сентябре 2022 г. реактор БН-800 блока № 4 Белоярской АЭС впервые был выведен на полную мощность, будучи полностью загружен оксидным уран-плутониевым МОКС-топливом.
Благодаря пуску этого реактора Россия может выполнять свои обязательства по российско-американскому соглашению «Об утилизации плутония» от 2000 года, которым предусмотрена конвертация 34 тонн ядерных зарядов в топливо для АЭС, но не выполняет, так как по их мнению США не выполняет свои обязательства по этому соглашению так же сократить свои запасы оружейного плутония. В настоящее время Россия занимает первое место в мире в развитии технологий строительства реакторов на быстрых нейтронах. 

На возможность использования МОКС-топлива ориентированы также проект реакторов БРЕСТ и СВБР.

## Потребление
Основными потребителями МОКС-топлива являются Япония (лицензировано 10 реакторов) и страны Евросоюза (лицензировано 40 реакторов).
Всего четыре блока в США спроектированы на полную загрузку МОКС, три блока System-80 PWR на крупнейшей в стране АЭС Пало-Верде (Тонопа, Аризона) и строящийся блок в штате Вашингтон. Ни один реактор в США не имел соответствующей лицензии на 2007 год.
Около 40 реакторов на тепловых нейтронах в Европе (Бельгия, Швейцария, Германия, Франция) имеют лицензию на использование комбинации обычного и МОКС-топлива и ещё 30 находятся в процессе лицензирования. Фактически, у многих из них около трети топлива может составлять МОКС, но некоторые могут работать и на 50 % МОКС. До Фукусимской катастрофы, Япония планировала начать использование МОКС на трети своих реакторов (изначально — к 2010), и утвердила план по строительству блока ABWR, использующего до 100 % MOX, на АЭС Ома.
По состоянию на 2017 год МОКС составлял 5 % от всего вновь производимого ядерного топлива в мире; для Франции этот показатель достигал 10 %.
По данным Всемирной ядерной ассоциации, за всю историю в коммерческих реакторах использовано свыше 2 тысяч тонн МОКС-топлива, однако в мире на складах накоплено 1,6 миллиона тонн обедненного урана. Только на этих запасах, без учёта отработавшего ядерного топлива, реакторы на быстрых нейтронах позволяют обеспечить текущий уровень мирового потребления энергии на 326 лет.

### Международная торговля
В 2022 году Росатом впервые осуществил международную поставку МОКС-топлива. Оно предназначено для реактора CFR-600 на АЭС «Сяпу» и, и было произведено по контракту 2018 года.

## Ториевое МОКС-топливо
Также проходит испытания МОКС-топливо, содержащее оксиды тория и плутония.

## Повторное использование МОКС-топлива
Содержание несгоревшего плутония в отработавшем МОКС-топливе тепловых реакторов является значительным — более 50 % исходной плутониевой загрузки. Однако во время сжигания МОХ отношение делящихся (нечетных) изотопов к неделящимся (четным) падает примерно с 65 % до 20 %, в зависимости от выгорания. Это делает любые попытки извлечения делящихся изотопов затруднительным. Такое отработавшее топливо труднее перерабатывать для дальнейшего повторного использования плутония. Регулярная переработка двухфазного отработанного МОКС-топлива затруднена из-за низкой растворимости PuO2 в азотной кислоте.
По состоянию на 2015 год единственная демонстрация дважды переработанного топлива с высоким выгоранием произошла в реакторе на быстрых нейтронах Phoenix.